# Vůz Ampz RJ
Vozy Ampz 61 81 18-91 a 61 81 18-95 jsou řadami osobních vozů vyrobených původně pro Rakouské spolkové dráhy (ÖBB) v letech 1977–1979. V letech 2002–2010 byly u ÖBB modernizovány, společnost RegioJet postupně odkoupila minimálně 26 vozů. Oba číselné intervaly mají původ v různých řadách.

## Vznik řady
Začátkem 70. let 20. století západoevropské železniční společnosti připravily společný nákup větší série komfortních vozů pro mezinárodní dopravu. Financování bylo zastřešeno organizací Eurofima, proto bývají tyto vozy souhrnně označovány jako Eurofima vozy. Společná série 500 vozů byla vyrobena v letech 1976–1977, další série vozů si již objednávaly jednotlivé železniční společnosti samostatně. ÖBB ze společné série obdržely 100 vozů, z nich 75 vozů 2. třídy Bmz a 25 vozů 1. třídy Amoz 61 81 19-71 000 ... 024. Všech 25 oddílových vozů 1. třídy prošlo letech 2002–2010 rekonstrukcí na Ampz 61 81 18-91 000 ... 024, při které bylo 5 oddílů přebudováno na velkoprostorový oddíl 1. třídy a zbylé 4 oddíly byly upraveny jako čtyřmístné Business oddíly.
V letech 1978–1979 bylo k ÖBB dodáno 45 oddílových kombinovaných vozů 1. a 2. třídy ABomz 61 81 30-70 000 ... 045. Tyto byly u ÖBB taktéž modernizovány, část z nich zůstala v původním uspořádání (u RegioJetu jsou v provozu jako ABmz) a u části vozů byl interiér také přestavěn na uspořádání se čtyřmi čtyřmístnými Business oddíly + velkoprostorový oddíl 1. třídy (v tomto případě je ale velkoprostorová část přestavěna ze šesti bývalých oddílů 2. třídy). Tyto vozy byly po rekonstrukci označeny jako Ampz 61 81 18-95.

## Technické informace
Jedná se o kombinované vozy se čtyřmi oddíly Business třídy (celkem 16 míst) a velkoprostorovým oddílem 1. třídy (celkem 32 míst) o délce 26 400 mm. Vozy 18-91 jsou vybaveny podvozky Fiat Y270S, vozy 18-95 mají podvozky SGP VS-RIC 75, obojí původně pro maximální rychlost 160 km/h, po modernizaci u ÖBB byla v obou případech rychlost zvýšena na 200 km/h. Vozy 18-95 mohou být napájeny pouze jedním typem napětí (1000V AC), proto před zařazením do provozu u RJ prošly úpravou elektrické výzbroje.[zdroj?]
Vizuálně lze obě řady navzájem odlišit podle počtu oken - nepočítaje okna WC a dveří - vozy 18-91 mají 9 stejných oken, kdežto vozy 18-95 mají 10 oken (4 širší a 6 užších).[zdroj?]

## Provoz u RegioJetu
První skupinu 11 vozů řady 18-91 zakoupil RegioJet v roce 2011 a byly zařazeny do provozu již od počátku provozu vlaků Regiojet v září 2011. Vozy byly lakovány do firemního žluto-černého nátěru. Vozům zůstalo původní rakouské označení, jsou stále registrovány v Rakousku, pouze vlastnická zkratka byla změněna na A-RJ. Další 4 vozy 18-91 a 11 vozů 18-95 byly zakoupeny na přelomu let 2013/2014.
Od počátku provozu nebyla ve vlacích Regiojet rozlišována vozová třída, tudíž oddíly Business i 1. třídy podléhaly stejnému tarifu. Od 2. září 2013 byly zavedeny tři třídy (standard, relax a business), přičemž čtyřmístné oddíly jsou opět jako třída Business, velkoprostorový oddíl původní 1. třídy je označen jako Relax.

## Fotografie

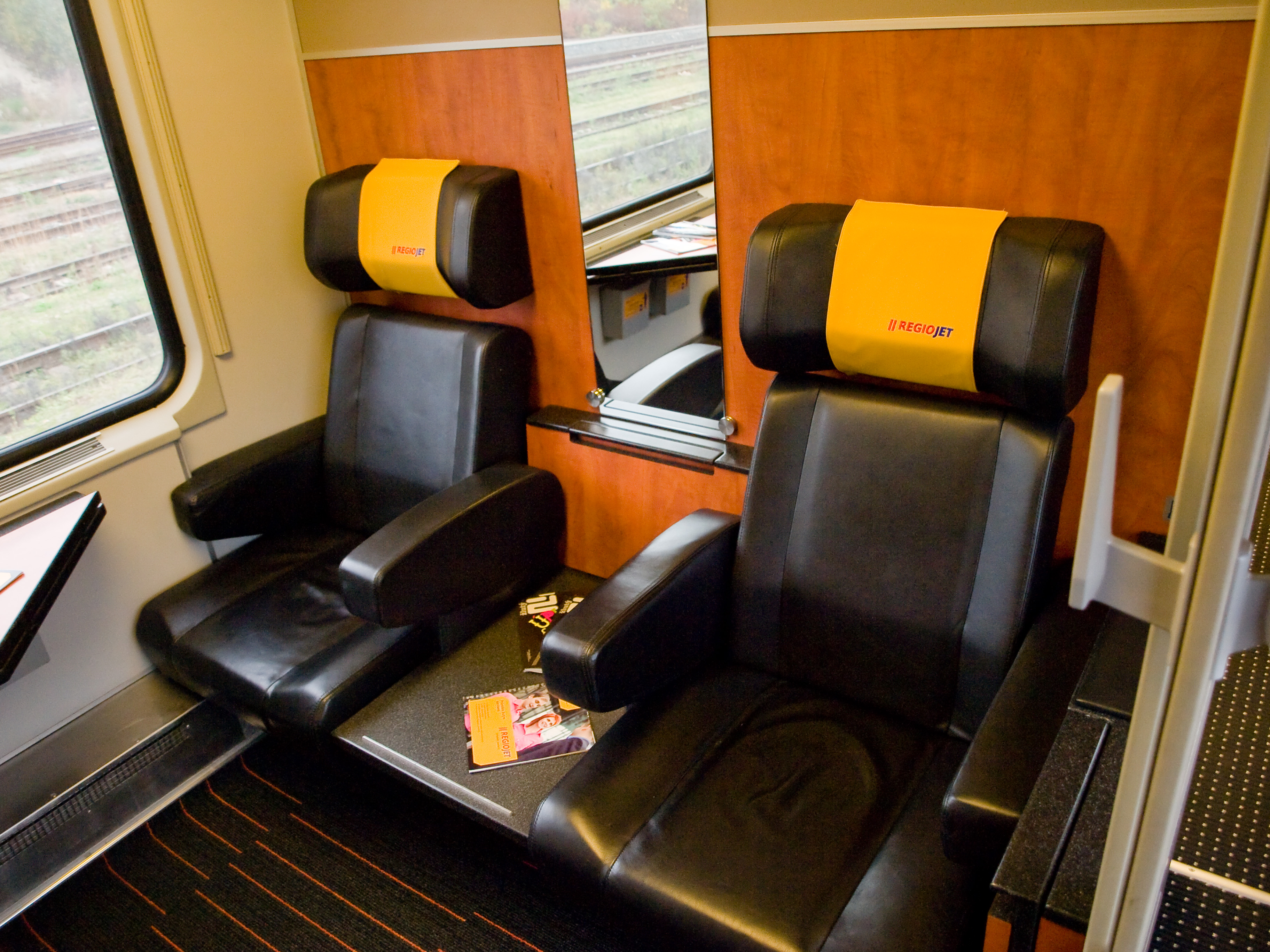
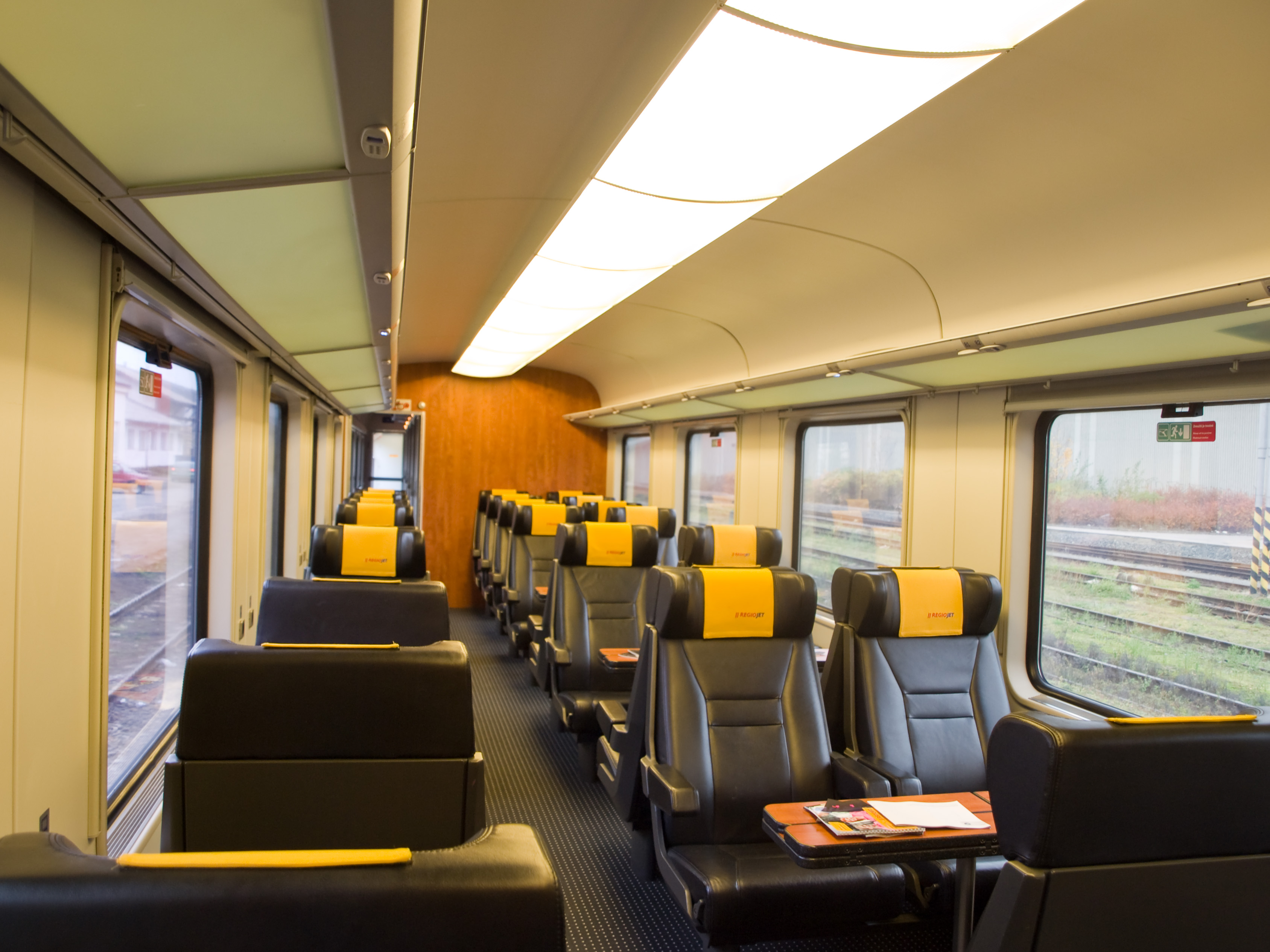